# Пречистване на отпадни води
Пречистването на отпадъчните води е процес на премахване на замърсяващи вещества, химикали и бактерии, които са опасни за хората, от канализацията чрез физични, химични и биологични процеси. Т.е. използването на различни технологии, включително механична филтрация, аеробна биологична терапия, анаеробно биологично третиране за пречистване на отходни води и накрая превръщането им в пречистени отпадъчни води, които могат да бъдат използвани повторно, най-вече в селското стопанство или в реките, без да причинят замърсяване.
Пречистването на отпадъчни води се извършва чрез пречиствателна станция за отпадъчни води или басейн за окисление, отделен от промишлените отпадъчни води. Пречистването на промишлени отпадъчни води е сложен процес, който включва широк спектър от различни технологии, адаптирани към вида замърсители.